# Hilmar Zill
Hilmar Zill (* 13. September 1940 in Meerane; † 7. April 2022 in Rostock) war ein deutscher Grafiker und Briefmarkenkünstler.

## Leben und Werk
Zill absolvierte von 1954 bis 1957 eine Lehre als Gebrauchswerber und studierte von 1960 bis 1963 bei Hans Schlapmann an der Fachschule für angewandte Kunst Heiligendamm. Von 1963 bis 1967 arbeitete er als Pressegrafiker der Ostsee-Zeitung. Von 1967 bis 1969 war er Gruppenleiter Werbung und Messen. Danach arbeitete er in Rostock freischaffend als Gebrauchsgrafiker. Zill war bis 1990 Mitglied des Verbands Bildender Künstler der DDR. Er entwarf u. a. Plakate, so 1985 für den Zoo Rostock, Flaschenetiketten und Signets.
Als Briefmarkenkünstler begann seine Karriere noch in der DDR, für die er diverse Briefmarken in den Jahrgängen 1970, 1971, 1978, 1983, 1984, 1985 und 1986 schuf. Nach dem Mauerfall gestaltete er für die Bundesrepublik 2000, 2001 und 2002 ebenfalls Briefmarken. Bekannt ist er auch für Herstellung von Ziertellern.
Zill lebte und arbeitete in Rostock. Er war mit der Gebrauchsgrafikerin Jutta Zill (* 1939) verheiratet. Einer seiner Kollegen und Freunde war Rainer Dörner, dem er 1982 in der Zeitschrift Neue Werbung einen Beitrag widmete.

## Ehrungen
- 1977: Kulturpreis der Stadt Rostock
- 1980: Verdienstmedaille der DDR

## Teilnahme an zentralen und wichtigen regionalen Ausstellungen in der DDR
- 1974, 1979 und 1984: Rostock, Bezirkskunstausstellungen
- 1977 bis 1988: Dresden, VIII. bis X. Kunstausstellung der DDR
- 1985: Berlin, Berliner Stadtbibliothek („Marken und Zeichen aus der DDR“)